# Triplebarre

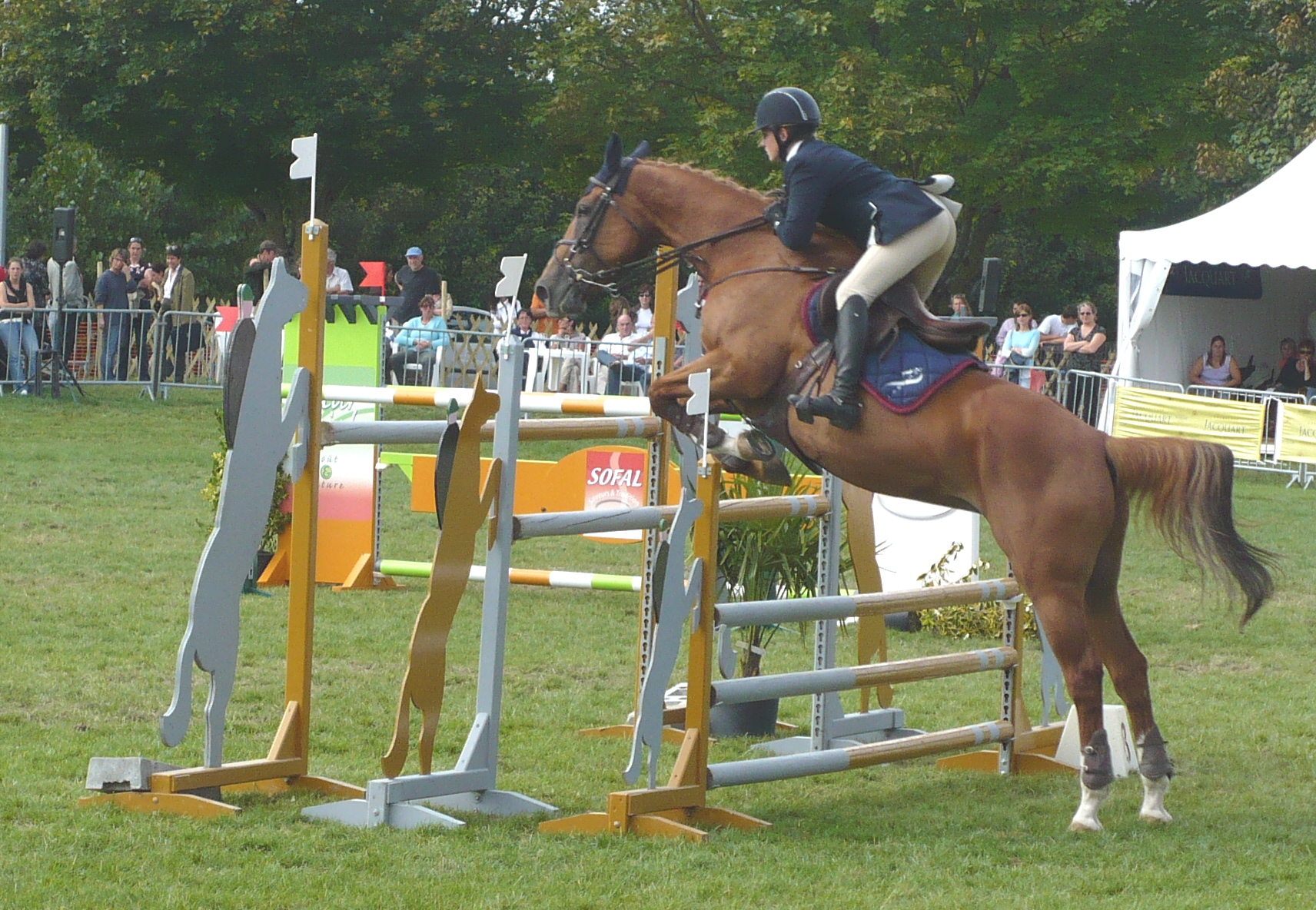
Skok przez triplebarre

Triplebarre – w jeździeckich skokach przez przeszkody, przeszkoda złożona z trzech stacjonat, z których każda następna jest wyższa od poprzedniej o tę samą wysokość. Szerokość tej pokonywanej jednym skokiem przeszkody, wynikająca z odstępów pomiędzy częściami (stacjonatami) oraz jej wysokość, wyznaczona przez wysokość najwyższej części, są odpowiednie do klasy konkursu.